# Dentaria
- Commons
- Wikispecies

Dentaria L. é um género botânico pertencente à família Brassicaceae.

## Sinonímia
- Cardamine L.

## Espécies
- Dentaria heterophylla Nutt.
- Dentaria californica Nutt.
- Dentaria integrifolia Nutt.
- Dentaria laciniata Muhl.
- Dentaria tenella Pursh
- Lista completa

## Classificação do gênero
| Sistema | Classificação                        | Referência               |
| ------- | ------------------------------------ | ------------------------ |
| Linné   | Classe Tetradynamia, ordem Siliquosa | Species plantarum (1753) |